# Xihu (Benxi)
Der Stadtbezirk Xihu (chinesisch 溪湖区, Pinyin Xīhú Qū) ist ein Stadtbezirk in der  bezirksfreien Stadt Benxi in der nordostchinesischen Provinz Liaoning. Er hat eine Fläche von 317,3 km² und zählt 204.660 Einwohner (Stand: Zensus 2020).

## Administrative Gliederung
Auf Gemeindeebene setzt sich der Stadtbezirk aus sechs Straßenvierteln, drei Großgemeinden und einer Gemeinde zusammen. Diese sind:
- Straßenviertel Hedong 河东街道
- Straßenviertel Hexi 河西街道
- Straßenviertel Caitun 彩屯街道
- Straßenviertel Shujing 竖井街道
- Straßenviertel Caibei 彩北街道
- Straßenviertel Dongfeng 东风街道

- Großgemeinde Huolianzhai 火连寨镇
- Großgemeinde Waitoushan 歪头山镇
- Großgemeinde Shiqiaozi 石桥子镇

- Gemeinde Zhangqizhai 张其寨乡